# 大阪マルビル
大阪マルビル（おおさかマルビル）は、かつて大阪府大阪市北区梅田一丁目9番20号に存在していた円筒形の高層ビル。地上30階・地下2階、高さ123.92m。1976年（昭和51年）3月に竣工した。大阪駅前のダイヤモンド地区中央に位置し、完成当時は周辺で唯一の高層ビルであった。株式会社大阪マルビルは、大阪マルビル内のホテル・テナントを運営する企業。
建物の形状が円筒形であることが名称の由来（東京都千代田区にある「丸ビル」は丸の内ビルディングの略称であり、両者に関連性はない）。そのユニークな形状、一部が復活した屋上部の電光掲示板、大阪の高層ビルのさきがけとしての風格等の理由から、梅田のランドマーク的ビルと位置づけられていた。
建て替えのため、2023年（令和5年）3月31日に閉館し、同年6月から解体が始まり、2024年（令和6年）9月に地上部分の解体が完了した。
大和ハウス工業は跡地を2025年（令和7年）に開催される大阪・関西万博）会場と往復するシャトルバス発着場として無償提供する予定。その後は2030年（令和12年）開業を目標に高さ約192メートルの複合商業施設を建設する「（仮称）大阪マルビル建替プロジェクト」に本格着手したと2024年（令和6年）11月19日に発表した。

## 概要
もともと西梅田一帯の地主であった、9代目吉本五郎右衛門の分家の末裔に当たる吉本晴彦（大日本どケチ教教祖。吉本興業の創業家とは無関係）が少年期に相続して得た土地であり、戦後はバラックなどが不法占拠していたものの、立ち退きなどを解決させ、フジタ工業（当時）によって竣工された。なお、本家である吉本五郎右衛門は斜向かいにある「ヒルトン大阪」「ヒルトンプラザ大阪」などを所有している。運営会社である「旧大阪マルビル」はフジタ工業の関係会社として設立されたが、1987年（昭和62年）に吉本晴彦が代表を務める「吉本土地建物」によって株の過半数を買収され、吉本が名実ともオーナーとなる。
一棟全てを大阪第一ホテルとして運営していたが、特徴的なビルの形状ゆえ維持費の負担が重く、バブル崩壊後の地価下落や収益低下もあって債務超過に陥った。2004年（平成16年）1月に国策会社産業再生機構による支援が決定し再生計画として、債権放棄と宴会場をテナントフロアに転換させて収益を上げさせることが盛り込まれた。吉本土地建物が旧大阪マルビルを吸収合併して新生大阪マルビルに社名変更したのち、同年11月にスポンサーに名乗りを上げた大和ハウス工業の子会社となった。再生計画の債権放棄に際して吉本晴彦が5億円の私財を提供した。なお吉本晴彦は顧問を務めていたが2017年（平成29年）5月30日に93歳で他界。子息の晴之は継続して社長に就任している。
- 阪神百貨店が取り壊され、阪神阪急連絡デッキ（梅田歩道橋）から見えるようになった大阪マルビル。

### 施設
ビル内には大阪マルビル直営の大阪第一ホテル（阪急阪神ホテルズに加盟）が主業となっているが、その他商業テナントも入居している。
かつては屋上にビルを一周する形で電光掲示板「大阪マルビルコンピュートサイン」が設置され、ニュース、広告、さらには伝言板などを回転表示していた（運営は関西テレビ放送の系列の関西コンピュートサイン）。大阪駅ホームなどからも見ることができ梅田の名物となっていたが、周辺に高層ビルが増えて見えにくくなった事や、電光掲示板設備の老朽化もあり、2003年（平成15年）9月30日を最後に撤去された。
2005年（平成17年）10月4日からは、「Daiwa House Group 大阪マルビル」のロゴ看板の一部に小さな電光表示板が組み込まれ、時刻・気象情報を伝えている。

### 歴史
- 1976年（昭和51年）4月16日：梅田ダイヤビル開業。
- 2005年（平成17年）の再生計画により吉本土地建物と旧大阪マルビルが合併し、新生「株式会社大阪マルビル」が誕生。
- 2022年（令和4年）5月：老朽化のため建て替えを発表[6]。2030年までに完成予定。なお2025年 大阪・関西万博の際はバスターミナルとして活用予定[7]。
- 2023年（令和5年）
  - 3月31日：中核テナントである「大阪第一ホテル」が閉館[3]。
  - 6月：解体工事が開始[1]。
- 2024年（令和6年）
  - 9月：地上部分の解体工事が完了[5]。
  - 11月19日：大和ハウス工業が「（仮称）大阪マルビル建替プロジェクト」を本格的に始めたと発表[5]。
- 2025年（令和7年）
  - 2月18日：マルビル跡地に「マルビル大阪・関西万博バスターミナル」が完成[8]。

## 交通
- 阪神本線大阪梅田駅より徒歩2分
- 地下鉄四つ橋線西梅田駅より徒歩2分
- JR東西線北新地駅より徒歩3分
- JR大阪駅より徒歩4分